# Wyższa Szkoła Partyjna Mongolskiej Partii Ludowej
Wyższa Szkoła Partyjna Mongolskiej Partii Ludowej, Instytut Partyjny (Намын дээд сургуул) – uczelnia organizacji partyjnej w Mongolii.

## Historia
W 1924 utworzono Tymczasową Szkołę Partii i Państwa. Jej inauguracja nastąpiła w 1925 jako Centralnej Szkoły Partii przy KC Mongolskiej Partii Ludowej, w miejscu gdzie wcześniej stał Pałac Letni Bogda Chana i w którym obecnie znajduje się Akademia Zarządzania. 
W 1941 przekształcono Centralną Szkołę Partyjną w Instytut Władzy Partyjnej przy KC MPL. W ten sposób położono podwaliny pod system szkolnictwa wyższego w Mongolii. W 1947 Wyższa Szkoła Partyjna stała się pełnoprawną uczelnią. Od 1953 absolwentom zaczęto wydawać dyplomy. 
W 1974, w 50. rocznicę powstania, WSP została odznaczona Orderem Suhe Batora. 

### Zmiany po 1990
W 1990 WSP została przekształcona w Instytut Politologii, a w 1992 w Państwową Akademię Nauk Społecznych przy Narodowej Akademii Nauk.
W 1994 zreorganizowano trzy państwowe instytucje szkoleniowo-badawcze: Instytut Kształcenia Menedżerów, Wyższą Szkołę Nauk o Państwie i Społeczności oraz Ośrodek Studiów Polityki Publicznej i Spraw Społecznych w Rządowy Instytut Szkoleniowo-Badawczy Administracji Publicznej i Zarządzania, który w 1999 został przekształcony w Wyższą Szkołę Zarządzania; w 2012 powołano Akademię Zarządzania (Удирдлагын академи).

## Siedziba
Mieści się przy ul. Akademii Zarządzania (Удирдлагын академи зам).